# ۴ ذی‌الحجه
۴ ذیحجه چهارمین روز از ماه قمری ذیحجه.

## رویدادها
- ۱۳۲۴ هجری قمری - تاجگذاری محمد علی شاه

## زادروزها
- ۶۸۱ هجری قمری - عطاملک جوینی، تاریخ‌نگار و سیاست‌مدار دوران مغولان

## درگذشت‌ها
- ۴۱۸ هجری قمری - رکن الدین، (ابواسحاق ابراهیم بن محمدِ اِسفَراینی)، سیاست‌مدار و فقه‌دان
- ۶۴۵ هجری قمری - نجیب الدین محمد بن حلی، از علمای حله
- ۱۳۸۲ - آگوستین مرمرچی، روحانی مسیحی، زبان‌شناس و نویسنده عراقی.